# سوگل
سوگل (به آلمانی: Sögel) یک شهر در آلمان است که در امسلاند واقع شده‌است. سوگل ۶٬۸۹۶ نفر جمعیت دارد.